# Elle Purrier St. Pierre
Elle Purrier St. Pierre, född 20 februari 1995, är en amerikansk friidrottare som tävlar i medeldistanslöpning och långdistanslöpning.

## Karriär
Vid Inomhusvärldsmästerskapen i friidrott 2022 i Belgrad vann hon en silvermedalj på 3000 meter. Vid Inomhusvärldsmästerskapen i friidrott 2024 i Glasgow vann en guldmedalj på samma distans.